# 银叶菝葜
银叶菝葜（学名：Smilax cocculoides）为百合科菝葜属下的一个种。

## 扩展阅读
- 維基物種上的相關：银叶菝葜